# Adenômero
Adenômero é a unidade morfofuncional das glândulas parótida, submandibular e sublingual. É formado por ductos intercalares, estriados e excretores, e também por células serosas e mucosas. Além destas células, na periferia dos adenômeros existem células mioepiteliais, que são contráteis e pavimentosas. Estas células mioepiteliais se localizam entre a lâmina basal e a membrana plasmática do acino, onde desempenham um papel importante impulsionando o produto de secreção das células glandulares para o seu ducto excretor.